# Луїсбург (Міссурі)
Луїсбург (англ. Louisburg) — селище (англ. village) в США, в окрузі Даллас штату Міссурі. Населення — 134 особи (2020).

## Географія
Луїсбург розташований за координатами 37°45′23″ пн. ш. 93°8′28″ зх. д. / 37.75639° пн. ш. 93.14111° зх. д. (37.756418, -93.141047).  За даними Бюро перепису населення США в 2010 році селище мало площу 1,20 км², уся площа — суходіл.

## Демографія
Згідно з переписом 2010 року, у селищі мешкали 122 особи в 57 домогосподарствах у складі 32 родин. Густота населення становила 101 особа/км².  Було 79 помешкань (66/км²).
Расовий склад населення:
| - 94,3 % — білих - 0,8 % — корінних американців |

До двох чи більше рас належало 4,9 %. Частка іспаномовних становила 0,8 % від усіх жителів.
За віковим діапазоном населення розподілялося таким чином: 21,3 % — особи молодші 18 років, 55,7 % — особи у віці 18—64 років, 23,0 % — особи у віці 65 років та старші. Медіана віку мешканця становила 44,0 року. На 100 осіб жіночої статі у селищі припадало 93,7 чоловіків;  на 100 жінок у віці від 18 років та старших — 81,1 чоловіків також старших 18 років.
Середній дохід на одне домашнє господарство  становив 35 457 доларів США (медіана — 28 333), а середній дохід на одну сім'ю — 35 453 долари (медіана — 28 750). Медіана доходів становила 42 813 долари для чоловіків та 21 000 доларів для жінок. За межею бідності перебувало 26,6 % осіб, у тому числі 38,5 % дітей у віці до 18 років та 22,2 % осіб у віці 65 років та старших.
Цивільне працевлаштоване населення становило 39 осіб. Основні галузі зайнятості: освіта, охорона здоров'я та соціальна допомога — 33,3 %, роздрібна торгівля — 25,6 %, виробництво — 20,5 %.